# Ťiang Sin-jü
Ťiang Sin-jü (čínsky pchin-jinem Jiǎng Xīnyú, znaky tradiční 蒋欣玗, * 3. března 1999, C’-jang, S’-čchuan) je čínská profesionální tenistka, deblová specialistka. Ve své dosavadní kariéře na okruhu WTA Tour vyhrála pět deblových turnajů. V rámci okruhu ITF získala osmnáct titulů ve čtyřhře.
Na žebříčku WTA byla ve dvouhře nejvýše klasifikována v říjnu 2023 na 511. místě a ve čtyřhře v červnu 2025 na 27. místě. Trénuje ji Abigail Spearsová.
V čínském týmu Billie Jean King Cupu debutovala v roce 2023 taškentským blokem 1. asijsko-oceánské skupiny proti Uzbekistánu, v němž vyhrála dvouhru a s Jang Čao-süan i čtyřhru. Číňanky zvítězily 3:0 na zápasy. Do roku 2025 v soutěži nastoupila k šesti mezistátním utkáním s bilancí 3–1 ve dvouhře a 4–0 ve čtyřhře.

## Tenisová kariéra
V rámci hlavních soutěží událostí okruhu ITF debutovala v březnu 2015, když na turnaj v čínském Ťiang-menu s dotací 10 tisíc dolarů obdržela divokou kartu. V úvodním kole podlehla Britce Isabelle Wallaceové. Ve čtyřhře pak s Tchang Čchien-chue postoupily do finále, z něhož odešly poraženy. První trofej v této úrovni tenisu vybojovala v červenci 2016 na jüsijském turnaji s rozpočtem dvacet pět tisíc dolarů. Ve finále deblové soutěže opět v páru s Tchangovou přehrály čínskou dvojici Kaj Ao a Kuo Šan-šan.
Premiérový titul na okruhu WTA Tour vybojovala v osmnácti letech na červencovém Jiangxi Open 2017 v čínském Nan-čchangu, když do ženské čtyřhry nastoupila s krajankou Tchang Čchien-chue. Jednalo se o její vůbec první start na túře WTA. Ve finále zdolaly rusko-australské turnajové čtyřky Allu Kudrjavcevovou s Arinou Rodionovovou po dvousetovém průběhu. Do semifinále se s Tchanovou probojovaly na zářijovém Guangzhou International Women's Open 2017 v Kantonu, kde je zastavily pozdější šampionky Elise Mertensová s Demi Schuursovou.

## Finále na okruhu WTA Tour

### Čtyřhra: 10 (5–5)
| Legenda                                        |
| ---------------------------------------------- |
| Grand Slam (0)                                 |
| Turnaj mistryň (0)                             |
| Premier Mandatory & Premier 5 / WTA 1000 (0–1) |
| Premier / WTA 500 (0–1)                        |
| International / WTA 250 (5–3)                  |

| Stav       | č. | datum             | turnaj                          | kategorie     | povrch | spoluhráčka         | soupeřky ve finále                        | výsledek         |
| ---------- | -- | ----------------- | ------------------------------- | ------------- | ------ | ------------------- | ----------------------------------------- | ---------------- |
| Vítězka    | 1. | 29. července 2017 | Nan-čchang, Čína                | International | tvrdý  | Tchang Čchien-chuej | Alla Kudrjavcevová Arina Rodionovová      | 6–3, 6–2         |
| Vítězka    | 2. | 28. července 2018 | Nan-čchang, Čína (2)            | International | tvrdý  | Tchang Čchien-chuej | Lu Ťing-ťing Jou Siao-ti                  | 6–4, 6–4         |
| Vítězka    | 3. | 24. září 2023     | Kanton, Čína                    | WTA 250       | tvrdý  | Kuo Chan-jü         | Eri Hozumiová Makoto Ninomijová           | 6–3, 7–6(7–4)    |
| Finalistka | 1. | 30. září 2023     | Ning-po, Čína                   | WTA 250       | tvrdý  | Kuo Chan-jü         | Laura Siegemundová Věra Zvonarevová       | 6–4, 3–6, [5–10] |
| Finalistka | 2. | 13. ledna 2024    | Hobart, Austrálie               | WTA 250       | tvrdý  | Kuo Chan-jü         | Čan Chao-čching Giuliana Olmosová         | 3–6, 3–6         |
| Finalistka | 3. | 4. února 2024     | Hua Hin, Thajsko                | WTA 250       | tvrdý  | Kuo Chan-jü         | Miju Katová Aldila Sutjiadiová            | 4–6, 6–1, [7–10] |
| Finalistka | 4. | srpen 2024        | Washington, D.C., Spojené státy | WTA 500       | tvrdý  | Wu Fang-sien        | Taylor Townsendová Asia Muhammadová       | 6–7(0–7), 3–6    |
| Vítězka    | 4. | leden 2025        | Auckland, Nový Zéland           | WTA 250       | tvrdý  | Wu Fang-sien        | Aleksandra Krunićová Sabrina Santamariová | 6–3, 6–4         |
| Vítězka    | 5. | leden 2025        | Hobart, Austrálie               | WTA 250       | tvrdý  | Wu Fang-sien        | Monica Niculescuová Fanny Stollárová      | 6–1, 7–6(8–6)    |
| Finalistka | 5. | 15. února 2025    | Dauhá, Katar                    | WTA 1000      | tvrdý  | Wu Fang-sien        | Sara Erraniová Jasmine Paoliniová         | 5–7, 6–7(10–12)  |

## Tituly na okruhu ITF
| Dotace turnajů okruhu ITF | Dotace turnajů okruhu ITF |
| ------------------------- | ------------------------- |
| 100 000 $ tournaments     |                           |
| 80 000 $ tournaments      | 60 000 $ tournaments      |
| 40 000 $ tournaments      | 25 000 $ tournaments      |
| 15 000 $ tournaments      | 10 000 $ tournaments      |

### Čtyřhra (18 titulů)
| č.  | datum             | turnaj                 | povrch | spoluhráčka         | poražené finalistky                      | výsledek              |
| --- | ----------------- | ---------------------- | ------ | ------------------- | ---------------------------------------- | --------------------- |
| 1.  | 8. července 2016  | Jü-si, Čína            | tvrdý  | Tchang Čchien-chuej | Kaj Ao Kuo Šan-šan                       | 6–2, 3–6, [10–5]      |
| 2.  | 17. února 2017    | Nanking, Čína          | tvrdý  | Kuo Šan-šan         | Nudnida Luangnamová Jie Čchiou-jü        | 7–5, 7–5              |
| 3.  | 12. května 2017   | Jü-si, Čína            | tvrdý  | Tchang Čchien-chuej | Kaj Ao Kchang Ťia-čchi                   | 6–2, 7–5              |
| 4.  | 19. května 2017   | Čchü-ťing, Čína        | tvrdý  | Tchang Čchien-chuej | Feng Šuo Čao Siao-si                     | 6–4, 6–3              |
| 5.  | 27. května 2017   | Ťin-an, Čína           | tvrdý  | Tchang Čchien-chuej | Mana Ajukawová Erika Semová              | 7–5, 6–4              |
| 6.  | 17. července 2017 | Tchien-ťin, Čína       | tvrdý  | Tchang Čchien-chuej | Liou Čchang Lu Ťia-ťing                  | 6–4, 6–1              |
| 7.  | 8. června 2018    | Čchang-ša, Čína        | tvrdý  | Feng Šuo            | Chan Sin-jün Čang Jing                   | 6–3, 4–6, [11–9]      |
| 8.  | 14. července 2018 | Tchien-ťin, Čína       | tvrdý  | Feng Šuo            | Čchen Ťia-chuej Jie Čchiou-jü            | 6–4, 6–4              |
| 9.  | 18. května 2019   | Wu-chan, Čína          | tvrdý  | Erika Semaová       | Kuo Mej-čchi Wu Mej-sü                   | 7–6(7–3), 6–2         |
| 10. | 6. července 2019  | Tchien-ťin, Čína       | tvrdý  | Tchang Čchien-chuej | Wu Mej-sü Čeng Wu-šuang                  | 7–5, 6–2              |
| 11. | 24. srpna 2019    | Kuej-jang, Čína        | tvrdý  | Tchang Čchien-chuej | Eudice Chongová Aldila Sutjiadiová       | 7–5, 7–5              |
| 12. | 7. září 2019      | Čchang-ša, Čína        | antuka | Tchang Čchien-chuej | Rutudža Bósaleová Erika Semaová          | 6–3, 3–6, [11–9]      |
| 13. | 19. října 2019    | Su-čou, Čína           | tvrdý  | Tchang Čchien-chuej | Ankita Rainová Rosalie van der Hoeková   | 3–6, 6–3, [10–5]      |
| 14. | 3. listopadu 2019 | Liou-čou, Čína         | tvrdý  | Tchang Čchien-chuej | Ankita Rainová Rosalie van der Hoeková   | 6–4, 6–4              |
| 15. | červen 2023       | Čchangwon, Jižní Korea | tvrdý  | Kuo Chan-jü         | Čo I-süan Čo I-cen                       | 7–6(4), 7–6(1)        |
| 16. | srpen 2023        | An-ning, Čína          | antuka | Kuo Chan-jü         | Žibek Kulambajevová Lanlana Tararudeeová | 6–2, 6–0              |
| 17. | září 2023         | Kuej-jang, Čína        | tvrdý  | Kuo Chan-jü         | Čo I-süan Čo I-cen                       | 7–5, 6–4              |
| 18. | listopad 2023     | Takasaki, Japonsko     | tvrdý  | Kuo Chan-jü         | Momoko Koboriová Ajano Šimizuová         | 7–6(7–5), 5–7, [10–5] |